# Ренсі (округ)
Округ Ренсі (фр. Arrondissement du Raincy) — округ у Франції, в департаменті Сена-Сен-Дені. 2023 року округ об'єднував 22 муніципалітети, населення становило 771 913 особи.
Адміністративний центр (супрефектура) — Ле-Ренсі.

## Муніципалітети
Список муніципалітетів округу та їхні коди INSEE:
1. Вільмомбль (93077)
2. Вільпент (93078)
3. Вожур (93074)
4. Ганьї (93032)
5. Гурне-сюр-Марн (93033)
6. Дрансі (93029)
7. Дюньї (93030)
8. Кліші-су-Буа (93014)
9. Куброн (93015)
10. Ле-Блан-Меніль (93007)
11. Ле-Бурже (93013)
12. Ле-Павійон-су-Буа (93057)
13. Ле-Ренсі (93062)
14. Ліврі-Гарган (93046)
15. Монфермей (93047)
16. Неї-Плезанс (93049)
17. Неї-сюр-Марн (93050)
18. Нуазі-ле-Гран (93051)
19. Ольне-су-Буа (93005)
20. Роні-су-Буа (93064)
21. Севран (93071)
22. Трамбле-ан-Франс (93073)